# باشگاه فوتبال وی‌سی‌دی اتلتیک
باشگاه فوتبال وی‌سی‌دی اتلتیک (به انگلیسی: VCD Athletic Football Club) یک باشگاه فوتبال در شهر لندن، کشور انگلستان است که در سال ۱۹۱۶ میلادی تأسیس شده‌است.